# Claude Miller
Claude Miller (Parijs, 20 februari 1942 – aldaar, 4 april 2012) was een Frans regisseur en filmproducent. Hij werd vooral bekend dankzij La Meilleure Façon de marcher (1976) en La Classe de neige (1998). Voor deze film ontving hij in 1998 de Juryprijs op het Filmfestival van Cannes. Ook heeft hij 21 scenario's geschreven en heeft hij in acht films meegespeeld.
Claude Miller was tot aan zijn overlijden getrouwd met filmproducente Annie Miller (? - 2012) en was de vader van acteur Nathan Miller. Hij had een relatie met filmcritica Claire Vassé met wie hij een dochtertje Joséphine had.

## Filmografie
- Juliet dans Paris (1967) (kortfilm)
- La question ordinaire (1969) (kortfilm)
- Camille ou la comédie catastrophique (1971) (kortfilm)
- La Meilleure Façon de marcher (1976)
- Dites-lui que je l'aime (1977) (naar de roman This Sweet Sickness van Patricia Highsmith)
- Garde à vue (1981) (naar de roman Brainwash van John Wainwright)
- Mortelle randonnée (1983) (naar de gelijknamige roman van Marc Behm)
- L'Effrontée (1985)
- La Petite Voleuse (1988)
- L'Accompagnatrice (1992) (naar de gelijknamige roman van Nina Berberova)
- Le Sourire (1994)
- Lumière et compagnie (documentaire) (segment "Claude Miller/Paris") (1995)
- La Classe de neige (1998) (naar de gelijknamige roman van Emmanuel Carrère)
- La Chambre des magiciennes (2000) (naar de roman The Blindfold van Siri Hustvedt)
- Betty Fisher et autres histoires (2001) (naar een roman van Ruth Rendell)
- La petite Lili (2003) (naar het toneelstuk De Meeuw van Anton Tsjechov)
- Un secret (2007) (naar de gelijknamige roman van Philippe Grimbert)
- Je suis heureux que ma mère soit vivante (2009) (regie samen met Nathan Miller) (naar een artikel van Emmanuel Carrère)
- Marching Band (documentaire) (2009)
- Voyez comme ils dansent (2011)
- Thérèse Desqueyroux (2012) (naar de gelijknamige roman van François Mauriac)

## Coscenarist
- 1978: La Tortue sur le dos (Luc Béraud)
- 1981: Plein sud (Luc Béraud)
- 1987: Vent de panique (Bernard Stora)

## Prijzen
- 1982: Garde à vue: César voor het Beste scenario
- 1998: La Classe de neige: Prix du Jury op het Filmfestival van Cannes
- 2011: Voyez comme ils dansent: Grand prix du jury op het Internationaal filmfestival van Rome